# Уилкинсон, Джон Гарднер
Джон Гарднер Уилкинсон (англ. John Gardner Wilkinson; 5 октября 1797, Литл-Миссенден, Бакингемшир — 29 октября 1875, Лландовери, Уэльс) — британский египтолог. Считается родоначальником египтологии в Великобритании.

## Биография
Родители Джона Реверенд Джон Уилкинсон и Мэри Энн Гарднер умерли рано, к 1807 году Уилкинсон уже был круглым сиротой. Он учился в школе Хэрроу и в 1816 году поступил учиться в Эксетер-колледж в Оксфорде, но в 1818 году прервал учёбу и поступил на военную службу.
Уилкинсона увлекали путешествия, в 1817 и 1818 годах он побывал в континентальной Европе. В 1819 году он вновь отправился в поездку по Франции, Германии и Италии. В Неаполе в 1820 году Уилкинсон познакомился с археологом Уильямом Геллом, который убедил его бросить военную службу и заняться по его руководством изучением археологии и иероглифов.
В октябре 1821 года Уилкинсон в первый раз прибыл в Египет. В Александрии он оказался за год до того, как Жан-Франсуа Шампольон расшифровал иероглифы. До этого времени Египет притягивал к себе таких любителей приключений, как Генри Сальт, Джованни Баттиста Бельцони или Бернардино Дроветти, которые, чтобы добраться до гробниц с сокровищами, плели интриги и применяли силу. Приезд Уилкинсона ознаменовал перелом в сознании: его целью было документирование археологических объектов на месте, до того, как их вывезут.
В 1824 и 1827—1828 годах Уилкинсон руководил раскопками в западных Фивах, в частности, в Долине Царей. В 1826 году он построил себе дом в Курне, работал в фиванских некрополях с блокнотом, кисточкой и коричневой масляной краской, зарисовывая почти все обнаруживаемые надписи. Для него не было неважных иероглифов, не достойных того, чтобы их скопировали. В Долине Царей Уилкинсон пронумеровал краской имевшиеся гробницы фараонов. Было известно о 21 открытых гробницах, ещё четыре находились в Западной долине. Эта система нумерации сохранилась до настоящего времени. На основе надписей в гробницах фараонов Уилкинсон создал хронологию Нового царства и составил обзорный план старых Фив.
В 1833 году Уилкинсон вернулся в Англию и в 1839 году был возведён в рыцарское звание. В 1841—1849 годах он ещё раз побывал в Египте и исследовал Вади-Натрун, а также работал в Боснии, Герцеговине и Черногории. Зимой 1849—1850 годов Уилкинсон изучал Туринский царский папирус и опубликовал его перевод. В 1852 году Уилкинсон был удостоен звания доктора Оксфордского университета.
Последняя поездка Уилкинсона в Египет состоялась в 1855—1856 годах. Он работал в лабиринте Гавары и определил его как храм мёртвых Аменемхета III. В Амарне Уилкинсон первым из учёных составил карту местности, также побывал в Бени-Хасане и Джебель-Баркале, где скопировал фрески в гробницах.
В 1856 году Уилкинсон женился на Кэролайн Кэтрин Лукас, актрисе и ботанике. Супруги проживал в Тенби в Южном Уэльсе.
Записи Уилкинсона в настоящее время хранятся в 56 крупноформатных томах в Бодлейской библиотеке в Оксфорде и по-прежнему используются в исследованиях.

## Публикации
- Materia Hieroglyphica, 2 Bde. (1828—1830);
- Topographical Survey of Thebes (1830);
- Topography of Thebes, and General View of Egypt (1835);
- Manners and Customs of the Ancient Egyptians, 3 Bde. (1837);
- A Handbook for Egypt (1847);
- Dalmatia and Montenegro (1848), 2 Bde. Dt. Ausg. 1849. ();
- The Architecture of Ancient Egypt, 2 Bde. (1850);
- The Egyptians in the time of the Pharaohs (1871);
- Desert plants of Egypt (1887).